# Linia kolejowa nr 686
Linia kolejowa nr 686 – pierwszorzędna, w większości jednotorowa, zelektryfikowana linia kolejowa znaczenia państwowego łącząca stację Herby Nowe z posterunkiem odgałęźnym Liswarta.
Umożliwia ona przejazd pociągów z kierunku Lublińca w stronę Wielunia oraz Kłobucka. Jest obecnie wykorzystywana przez pociągi towarowe.
Linia została w całości ujęta w kompleksowej sieci transportowej TEN-T oraz sieci międzynarodowych linii transportu kombinowanego (AGTC).

## Charakterystyka techniczna
Linia w całości jest klasy D3, maksymalny nacisk osi wynosi 221 kN dla lokomotyw oraz wagonów, a maksymalny nacisk liniowy wynosi 71 kN (na 1 metr bieżący toru). Sieć trakcyjna jest typu YC120-2C na odcinku -0,540 –1,880 oraz typu C120-2C na odcinku 1,880 – 2,173, jest przystosowana w zależności od odcinka do maksymalnej prędkości od 110 km/h do 120 km/h, obciążalność prądowa wynosi 1725 A, a minimalna odległość między odbierakami prądu wynosi 20 m. Linia wyposażona jest w elektromagnesy samoczynnego hamowania pociągów.
Linia dostosowana jest do prędkości 40 km/h, a jej prędkość konstrukcyjna wynosi 60 km/h. Obowiązują następujące prędkości maksymalne dla pociągów:
| kilometraż | kilometraż | pociągi pasażerskie                  | autobusy szynowe i EZT               | pociągi towarowe                     |
| od         | do         | Tor nieparzysty (kierunek: Liswarta) | Tor nieparzysty (kierunek: Liswarta) | Tor nieparzysty (kierunek: Liswarta) |
| 0,000      | 1,880      | 40                                   | 40                                   | 40                                   |
| 1,880      | 2,173      | 40                                   | 40                                   | 40                                   |
| od         | do         | Tor parzysty (kierunek: Herby Nowe)  | Tor parzysty (kierunek: Herby Nowe)  | Tor parzysty (kierunek: Herby Nowe)  |
| -0,540     | 0,300      | 40                                   | 40                                   | 40                                   |

## Galeria

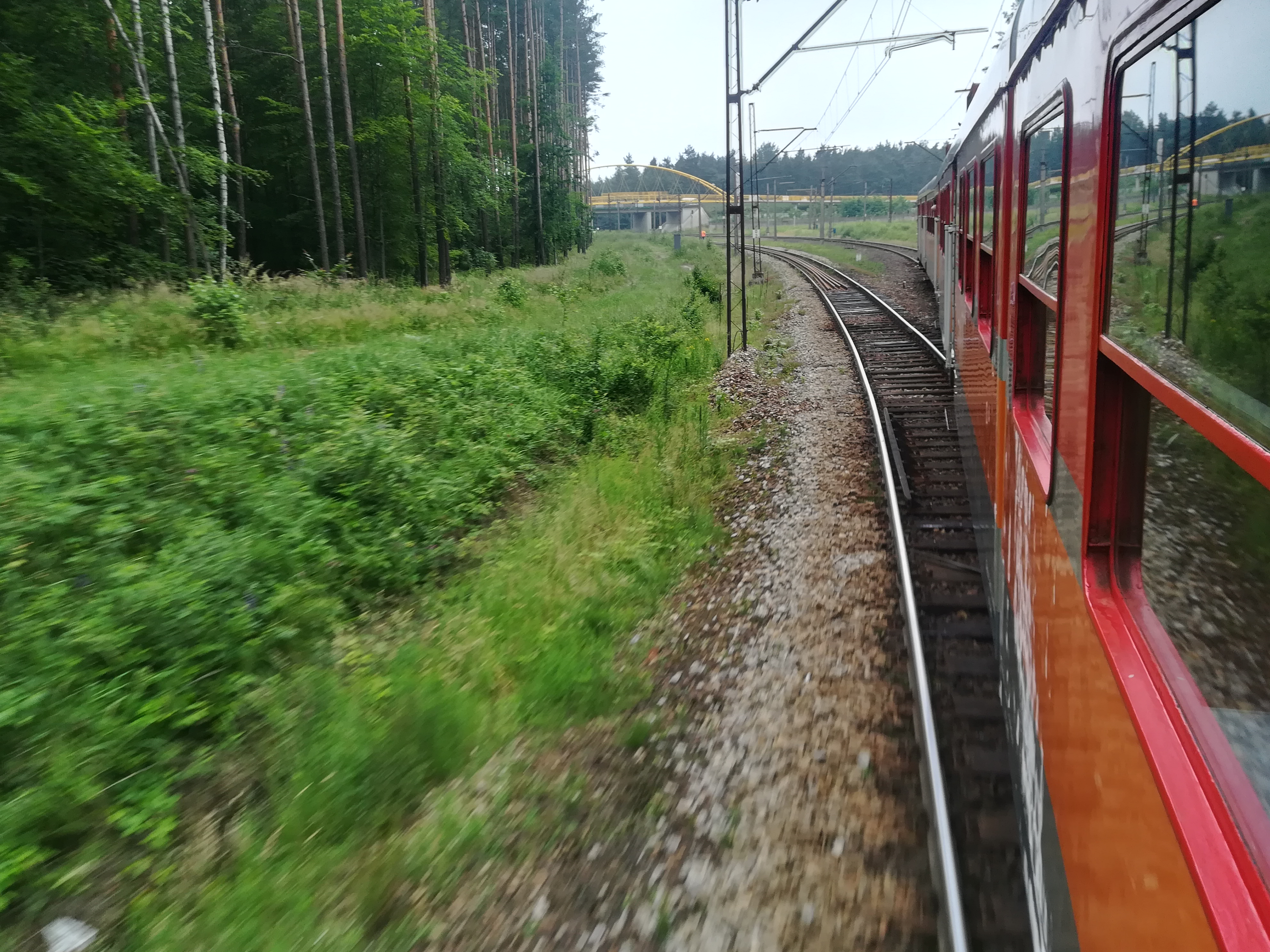
Miejsce zakończenia toru parzystego
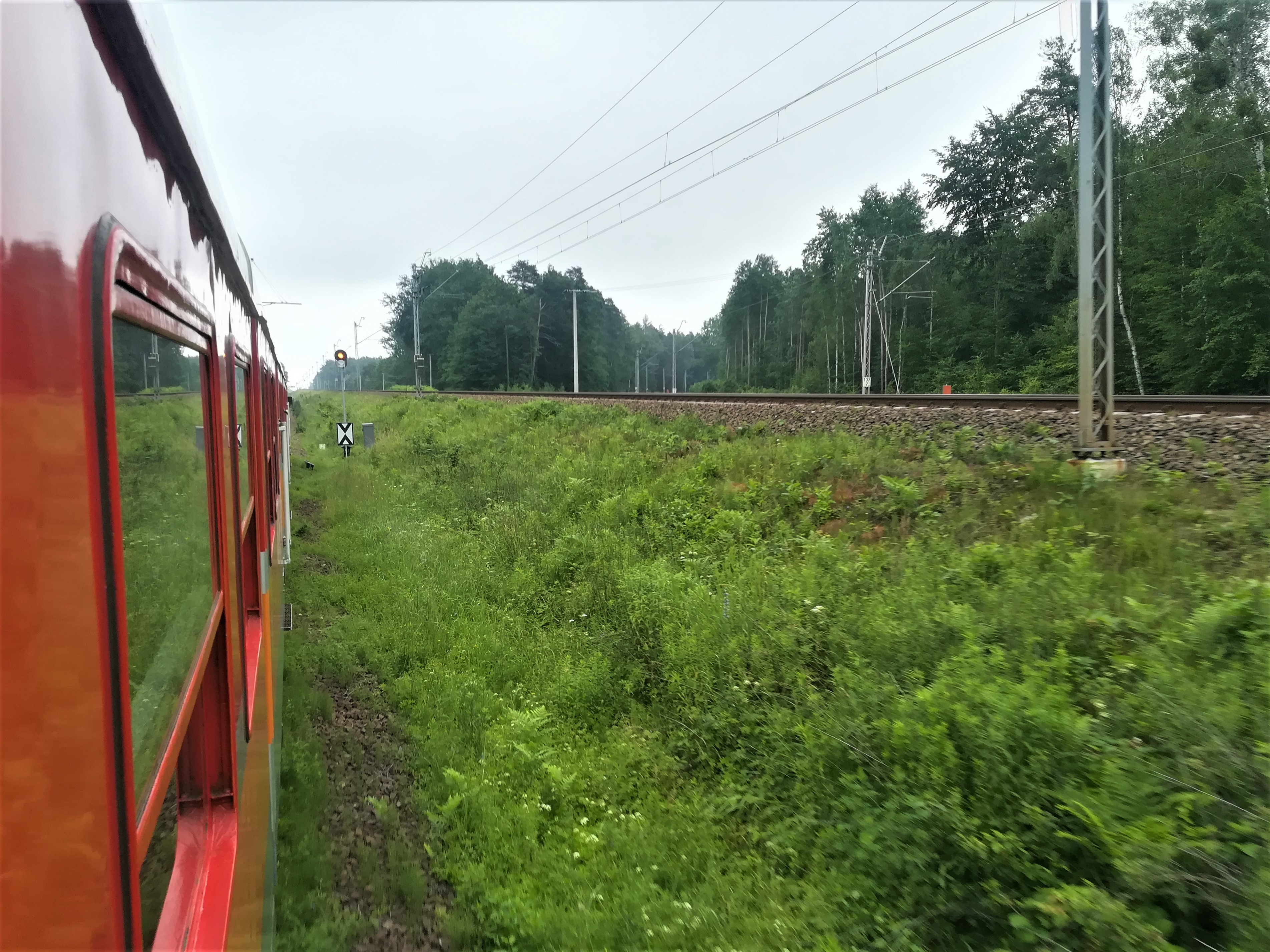
Linia kolejowa nr 61 obok łącznicy
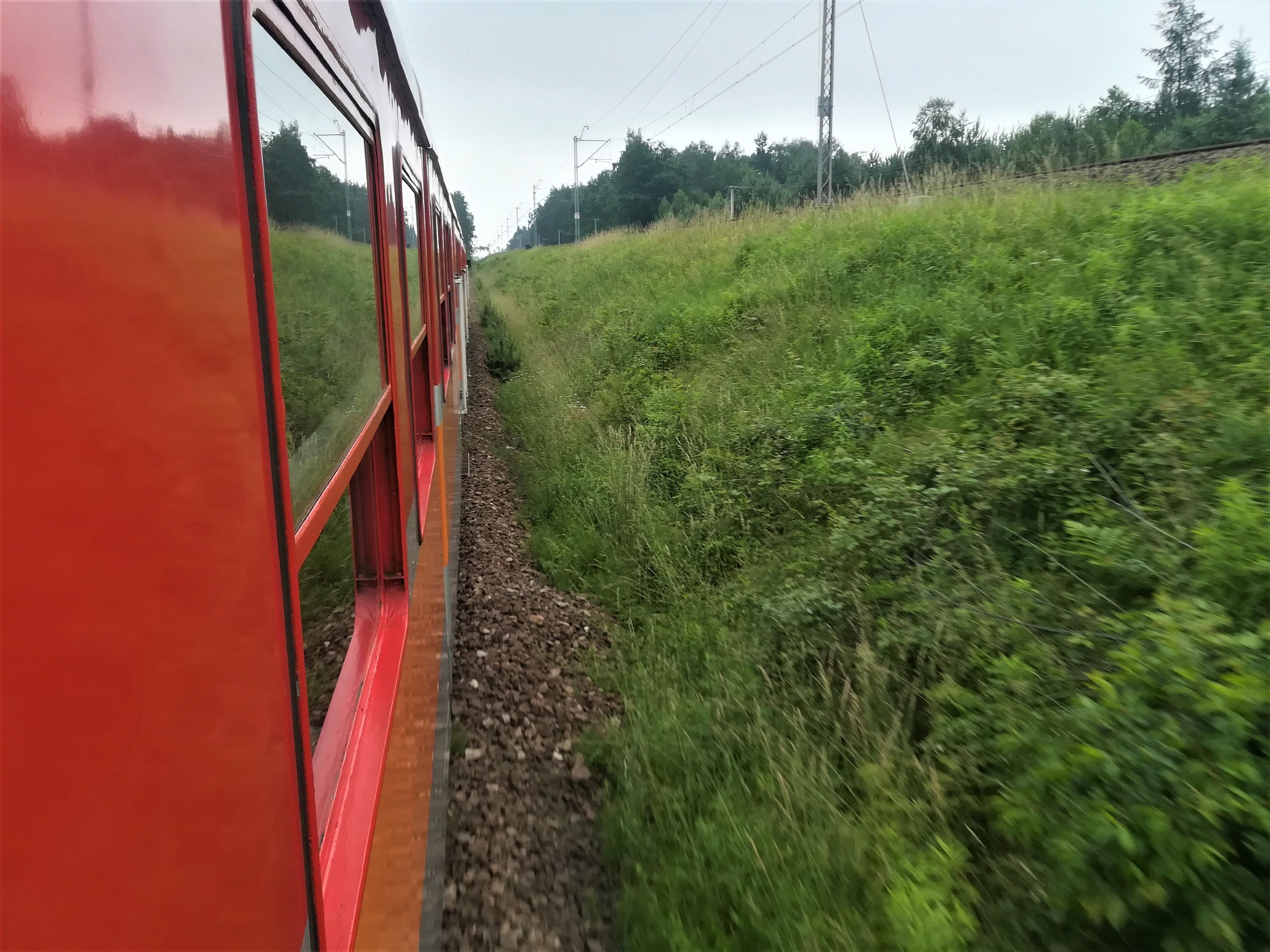
Linia kolejowa nr 61 obok łącznicy
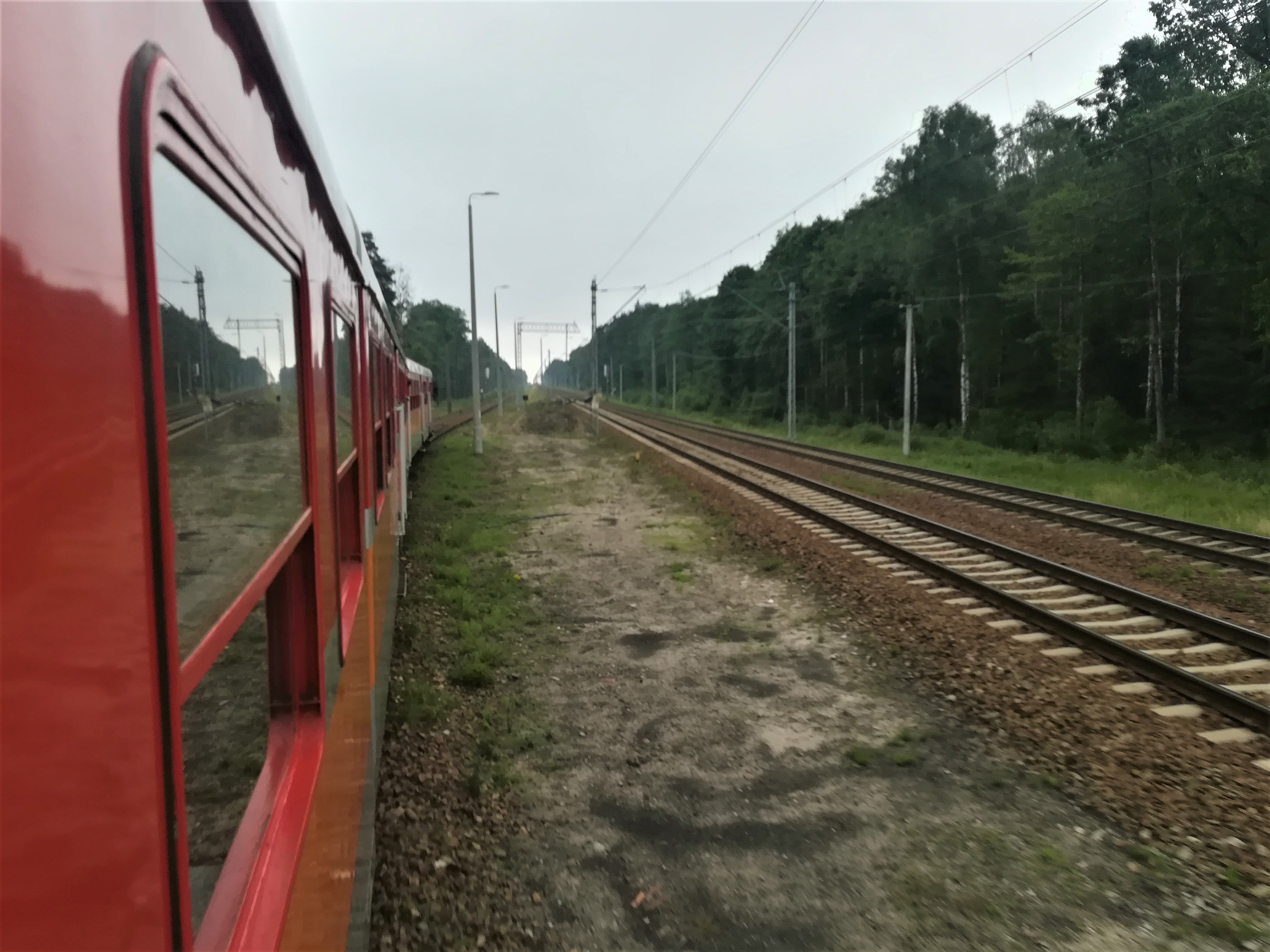
Linia kolejowa nr 61 obok łącznicy
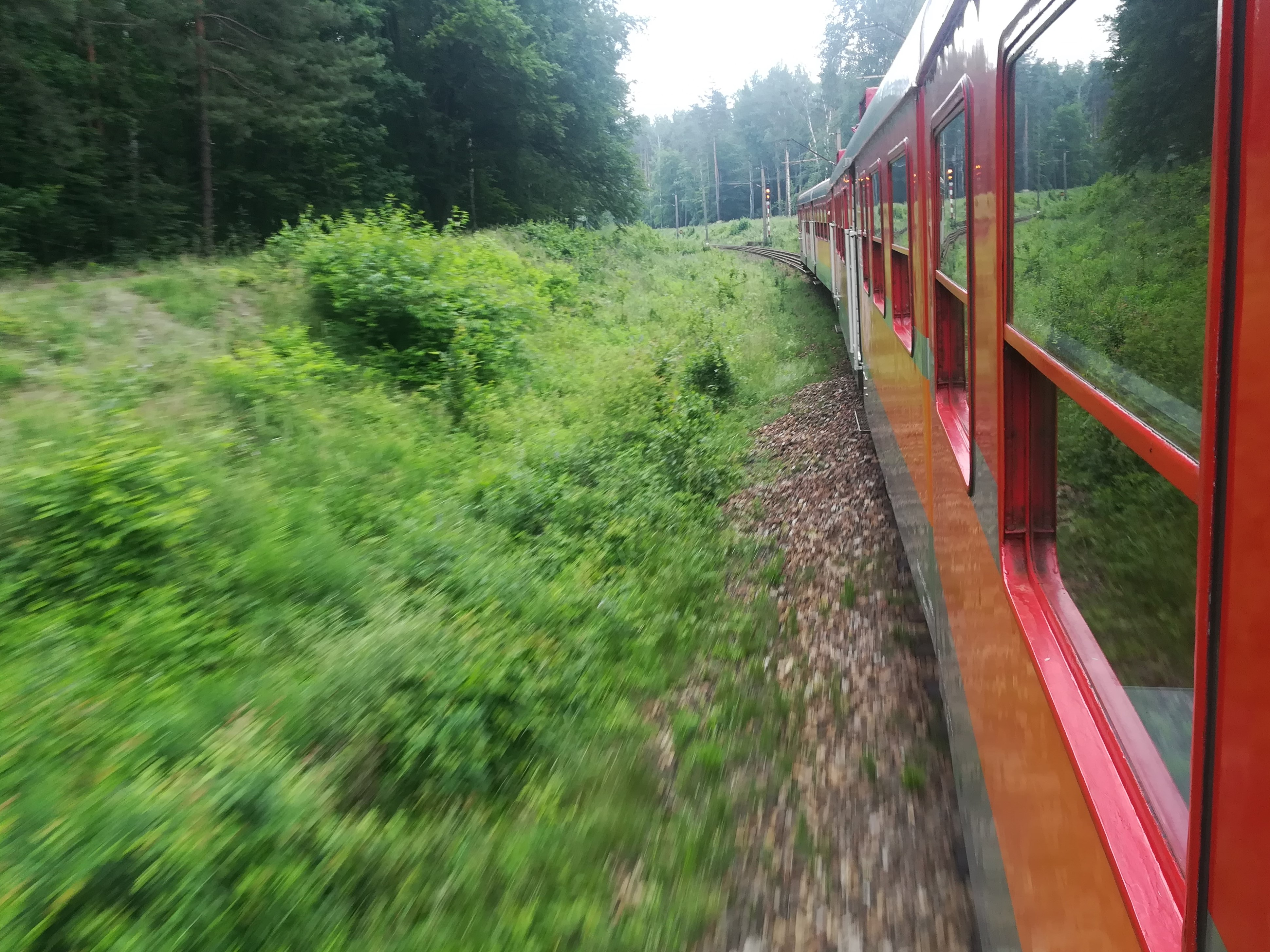
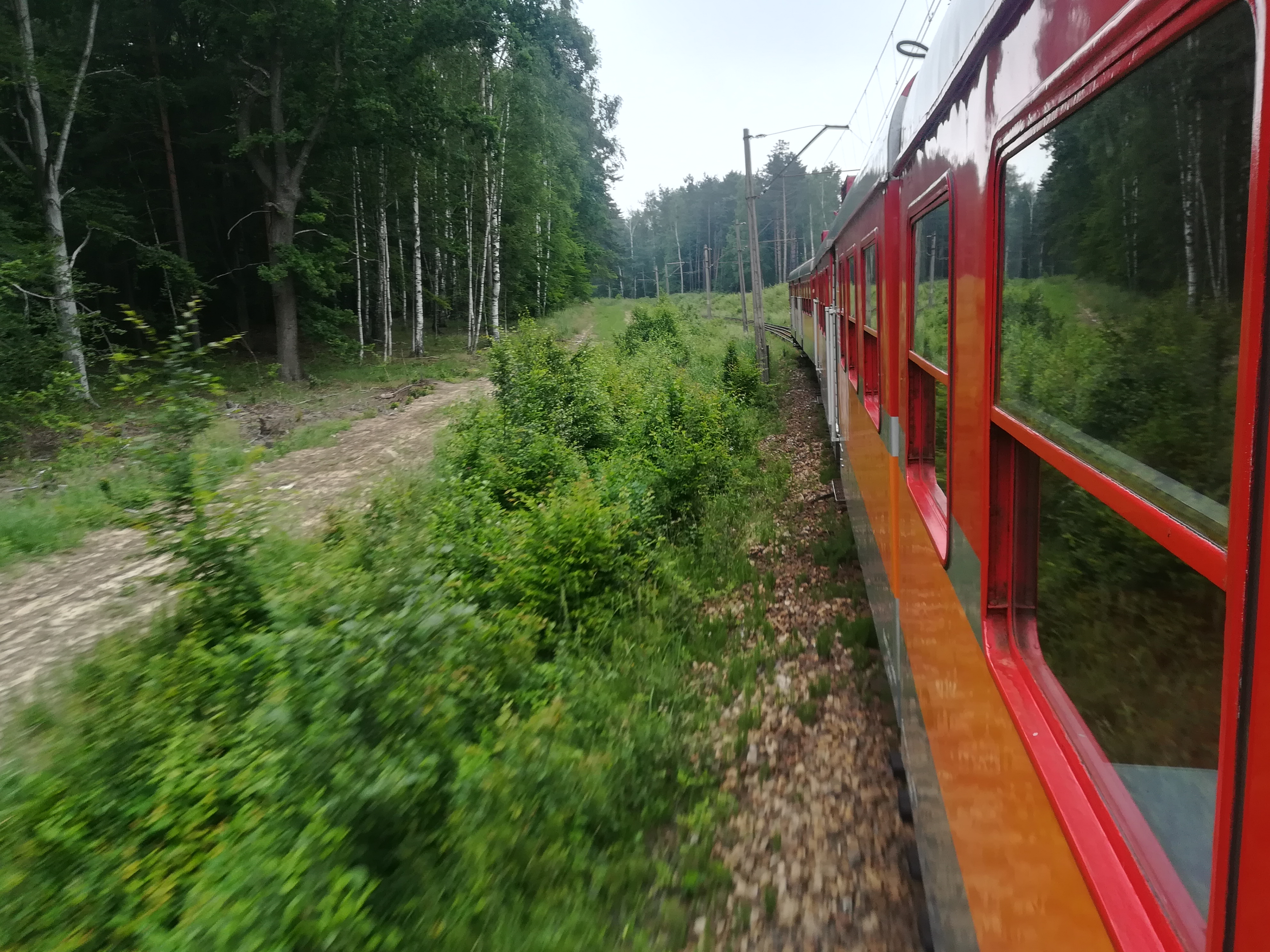
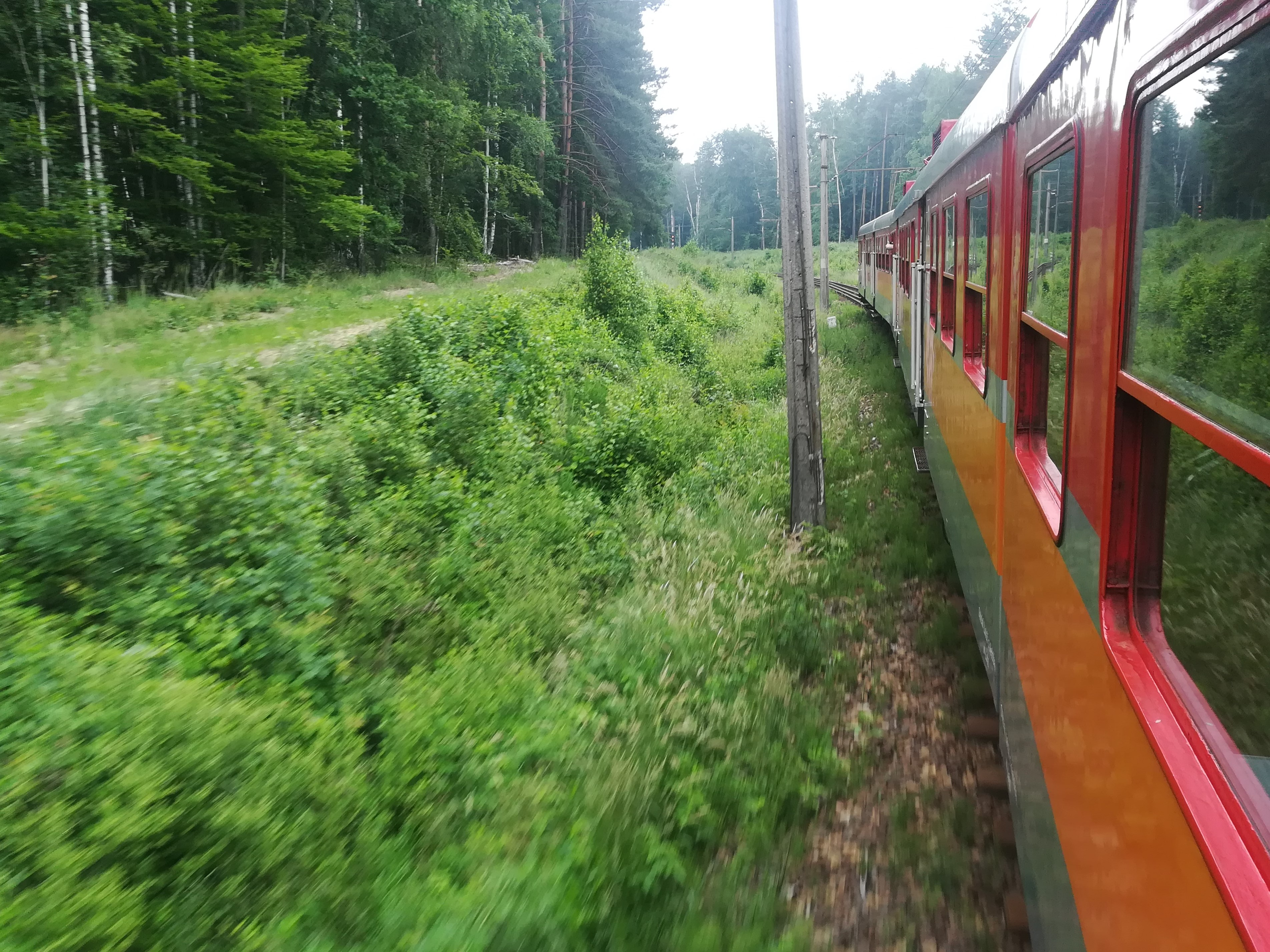
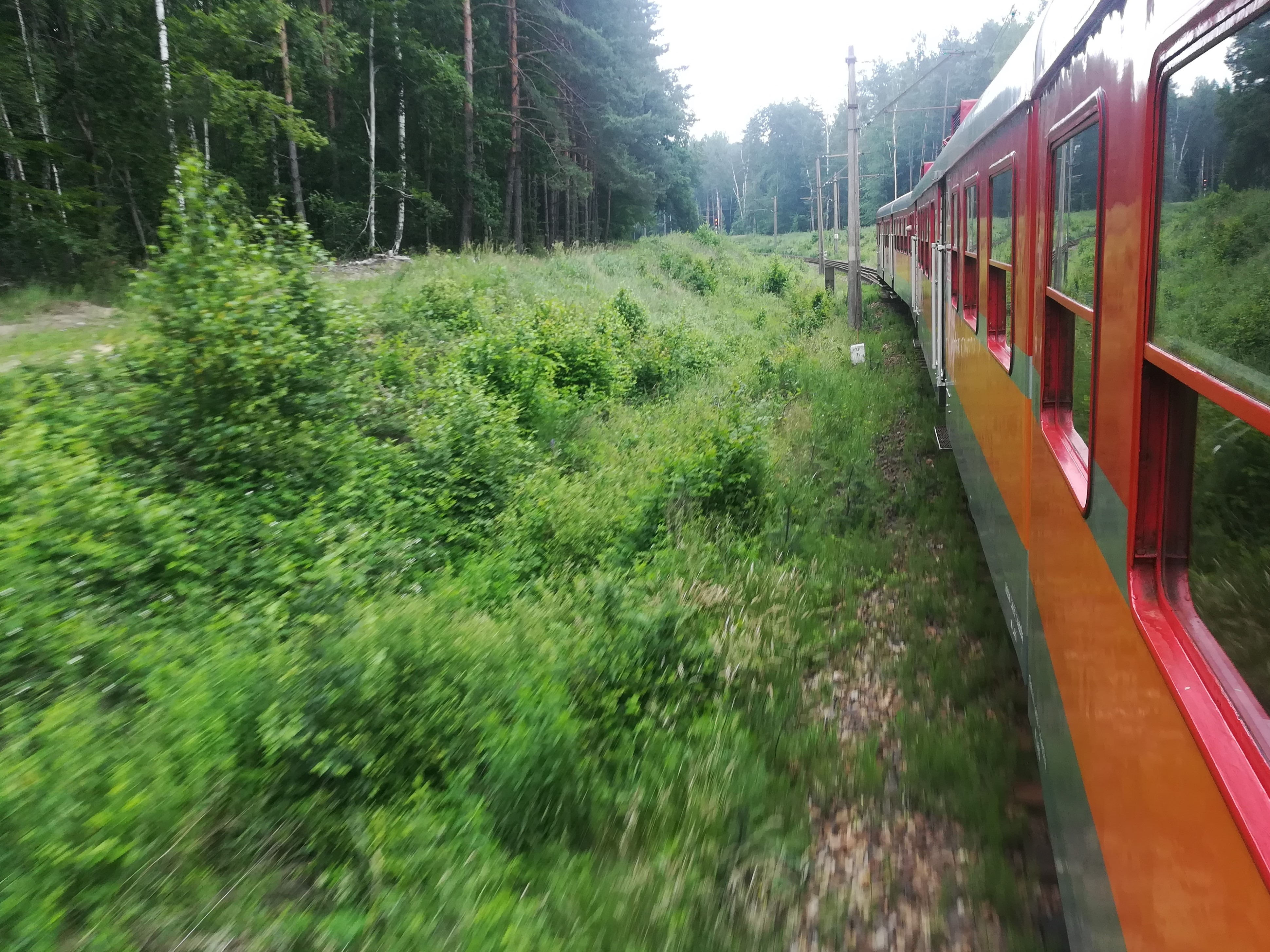
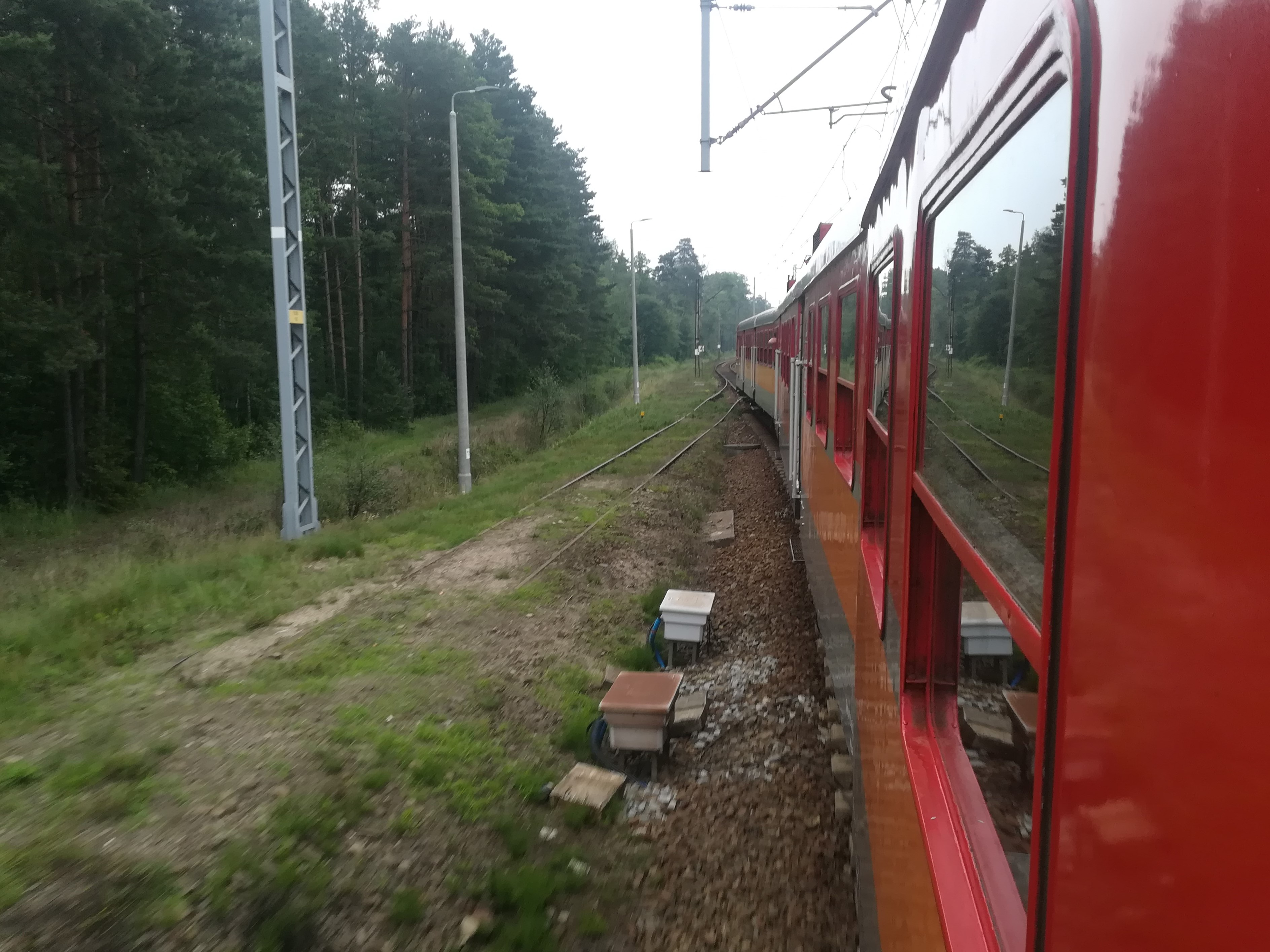
Żeberko ochronne na posterunku Liswarta
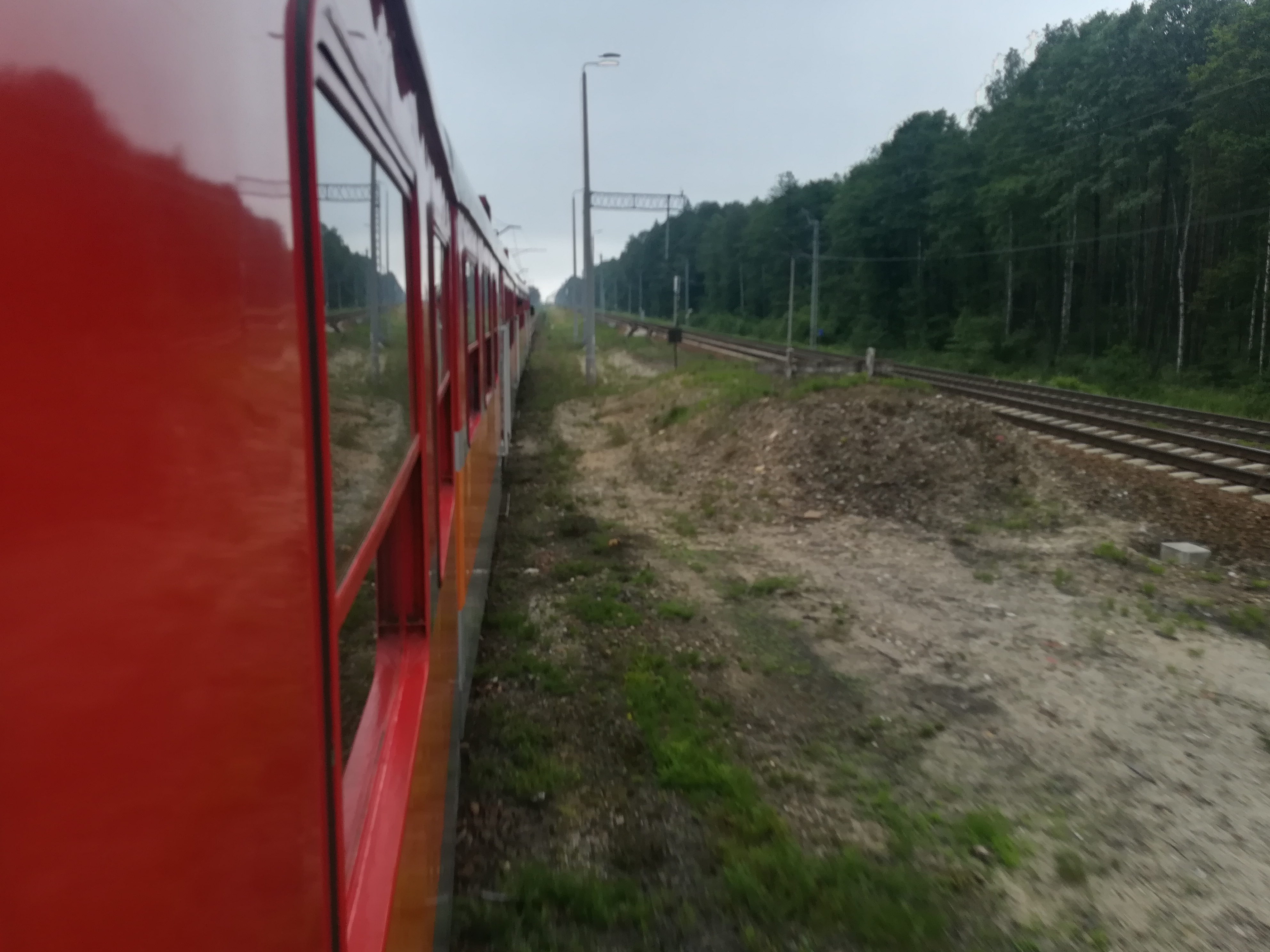
Żeberko ochronne na posterunku Liswarta
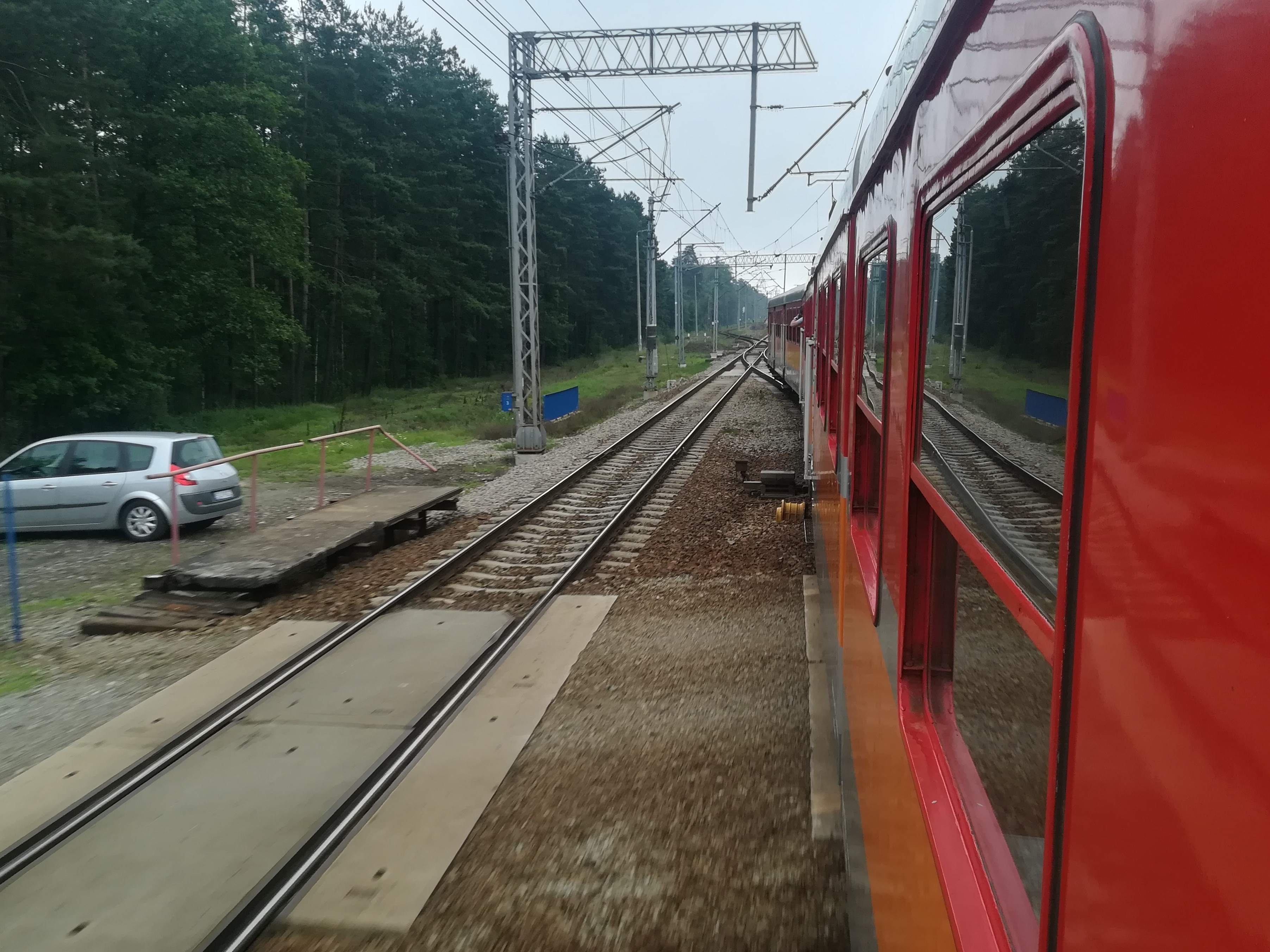
Posterunek odgałęźny Liswarta